# Division 1 (Bélgica) 1968-69
La Primera División de Bélgica 1968/69 fue la 66.ª temporada de la máxima competición futbolística en Bélgica.

## Tabla de posiciones
| Pos | Equipo                      | PJ | PG | PE | PP | GF | GC | Pts | DG  | Notas                                                |
| --- | --------------------------- | -- | -- | -- | -- | -- | -- | --- | --- | ---------------------------------------------------- |
| 1   | Standard Club Liégeois      | 30 | 19 | 7  | 4  | 62 | 18 | 45  | +44 | Clasificado a la Copa de Campeones de Europa 1969-70 |
| 2   | R. Charleroi S.C.           | 30 | 17 | 6  | 7  | 42 | 26 | 40  | +16 | Clasificado a la Copa de Ferias 1969-70              |
| 3   | Lierse S.K.                 | 30 | 13 | 10 | 7  | 49 | 36 | 36  | +13 | Clasificado a la Recopa de Europa 1969-70            |
| 4   | RSC Anderlechtois           | 30 | 12 | 12 | 6  | 59 | 33 | 36  | +26 | Clasificado a la Copa de Ferias 1969-70              |
| 5   | RFC Brugeois                | 30 | 13 | 9  | 8  | 55 | 33 | 35  | +22 | Clasificado a la Copa de Ferias 1969-70              |
| 6   | SK Beveren-Waas             | 30 | 12 | 9  | 9  | 45 | 44 | 33  | +1  |                                                      |
| 7   | K. Sint-Truidense V.V.      | 30 | 11 | 11 | 8  | 44 | 41 | 33  | +3  |                                                      |
| 8   | KSV Waregem                 | 30 | 12 | 5  | 13 | 50 | 50 | 29  | 0   |                                                      |
| 9   | Beringen FC                 | 30 | 10 | 11 | 9  | 32 | 41 | 29  | -9  |                                                      |
| 10  | RFC Liégeois                | 30 | 12 | 4  | 14 | 35 | 44 | 28  | -9  |                                                      |
| 11  | La Gantoise                 | 30 | 8  | 10 | 12 | 33 | 39 | 28  | -6  |                                                      |
| 12  | Royale Union Saint-Gilloise | 30 | 8  | 9  | 13 | 30 | 42 | 25  | -12 |                                                      |
| 13  | Racing White                | 30 | 8  | 9  | 13 | 29 | 43 | 25  | -14 |                                                      |
| 14  | K Beerschot VAV             | 30 | 8  | 7  | 15 | 39 | 51 | 23  | -12 |                                                      |
| 15  | KFC Malinois                | 30 | 6  | 8  | 16 | 32 | 57 | 20  | -25 | Descenso a la Division II                            |
| 16  | Daring Club Bruxelles       | 30 | 5  | 5  | 20 | 27 | 65 | 15  | -38 | Descenso a la Division II                            |

PJ = Partidos jugados; PG = Partidos ganados; PE = Partidos empatados; PP = Partidos perdidos; GF = Goles a favor; GC = Goles en contra; Pts = Puntos; DG = Diferencia de goles